# Hôpital de Kontinkangas
L'Hôpital de Kontinkangas (finnois : Kontinkankaan sairaala) est un hôpital situé dans le quartier de Kontinkangas à Oulu en Finlande.

## Description
L'édifice conçu par Uno Ullberg est de style fonctionnaliste.
Il est inauguré en 1938.

## Galerie

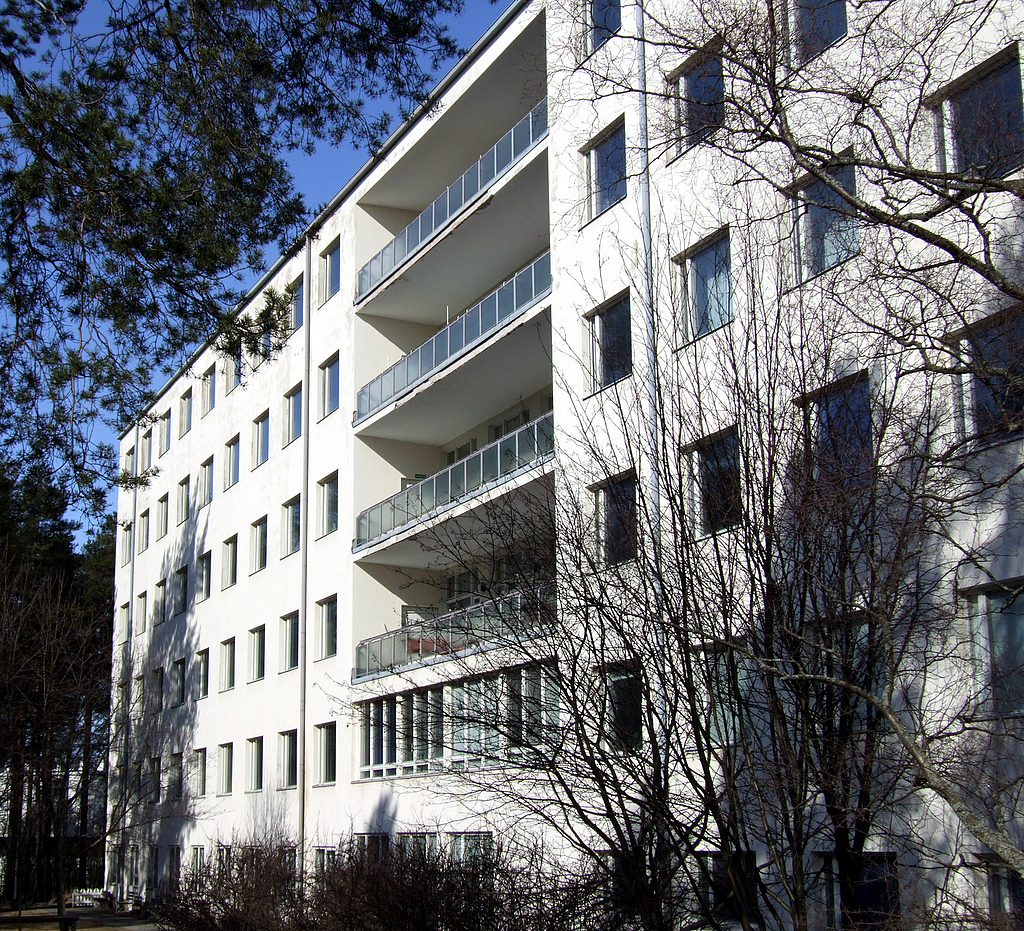
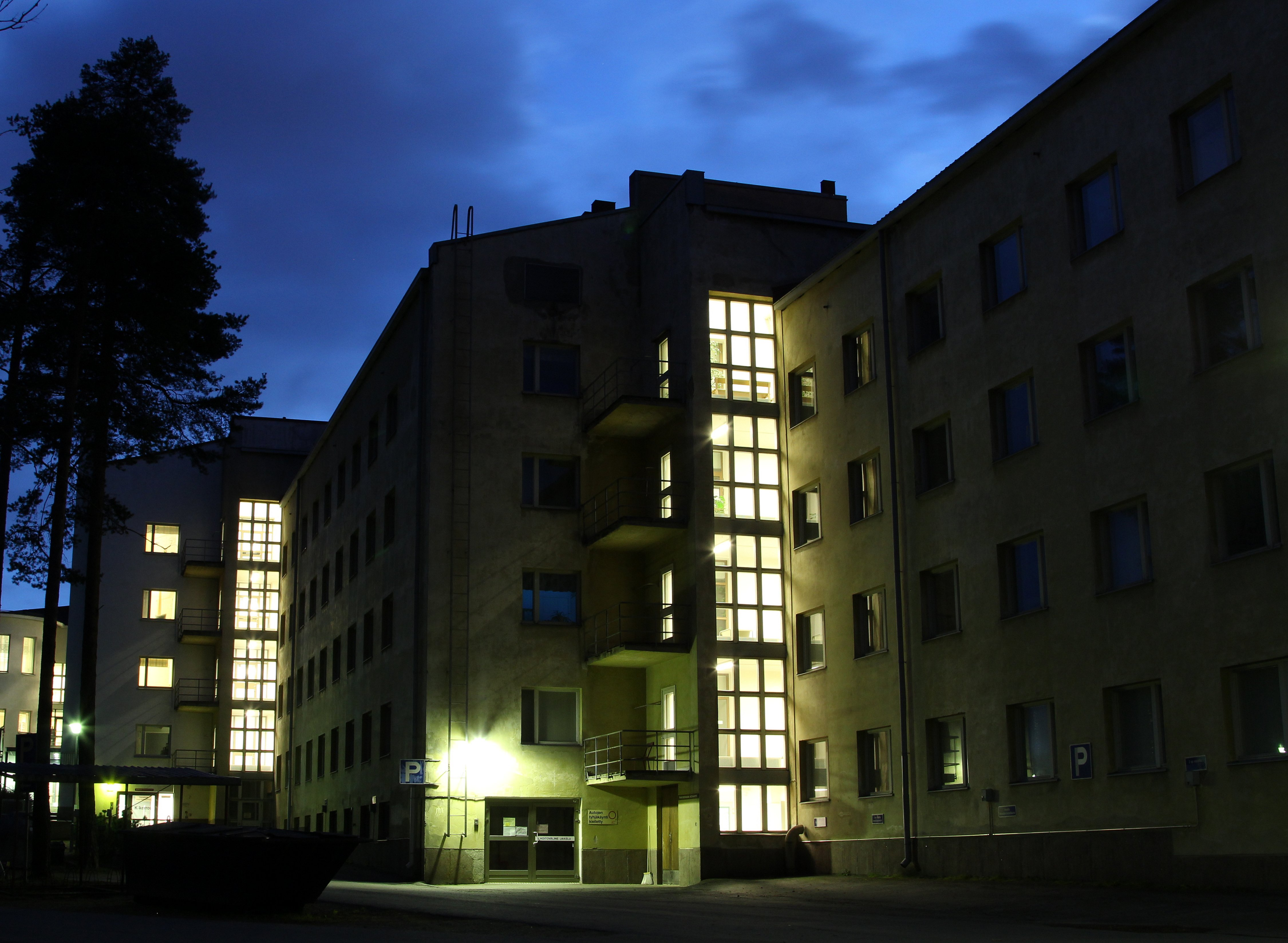
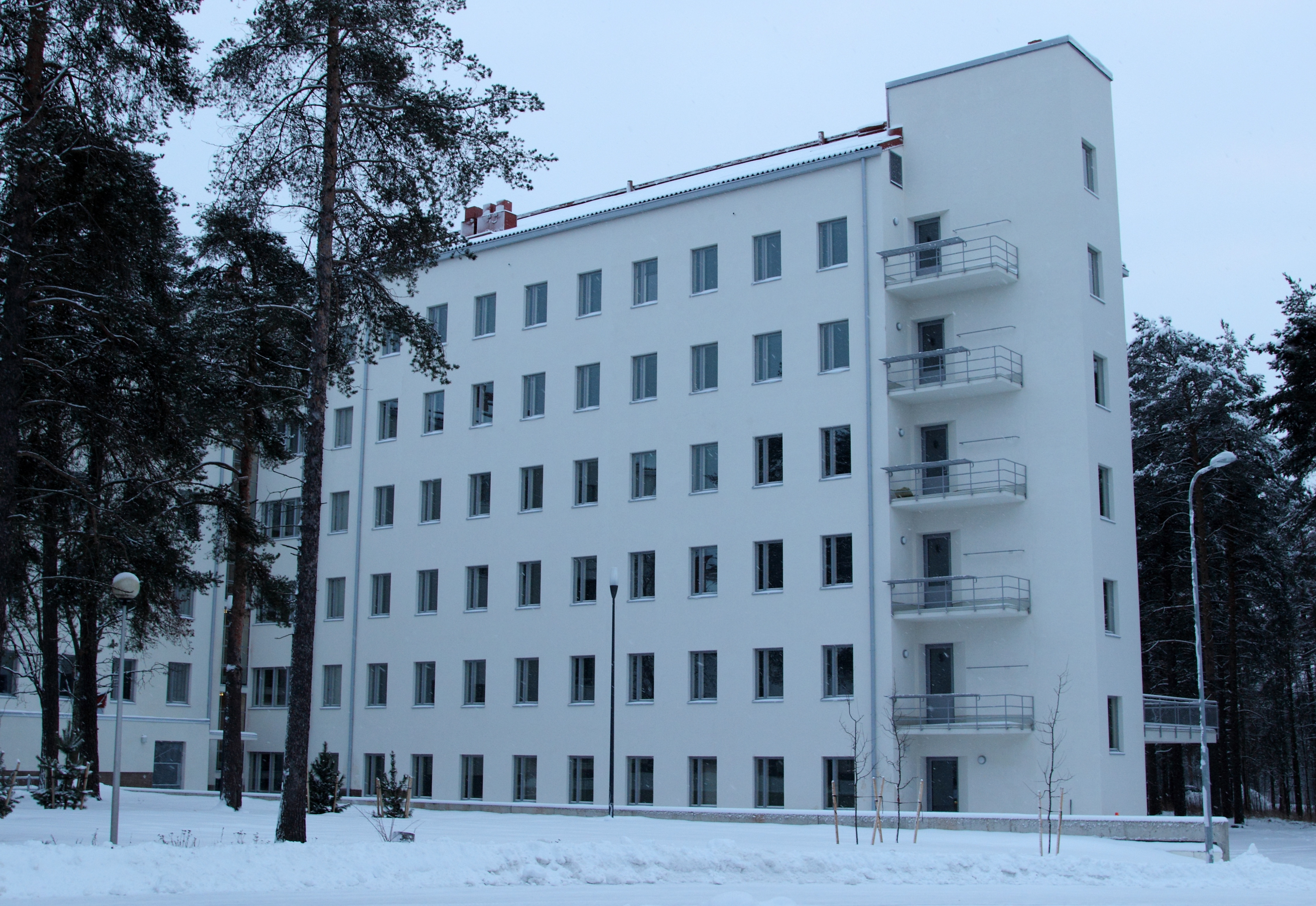
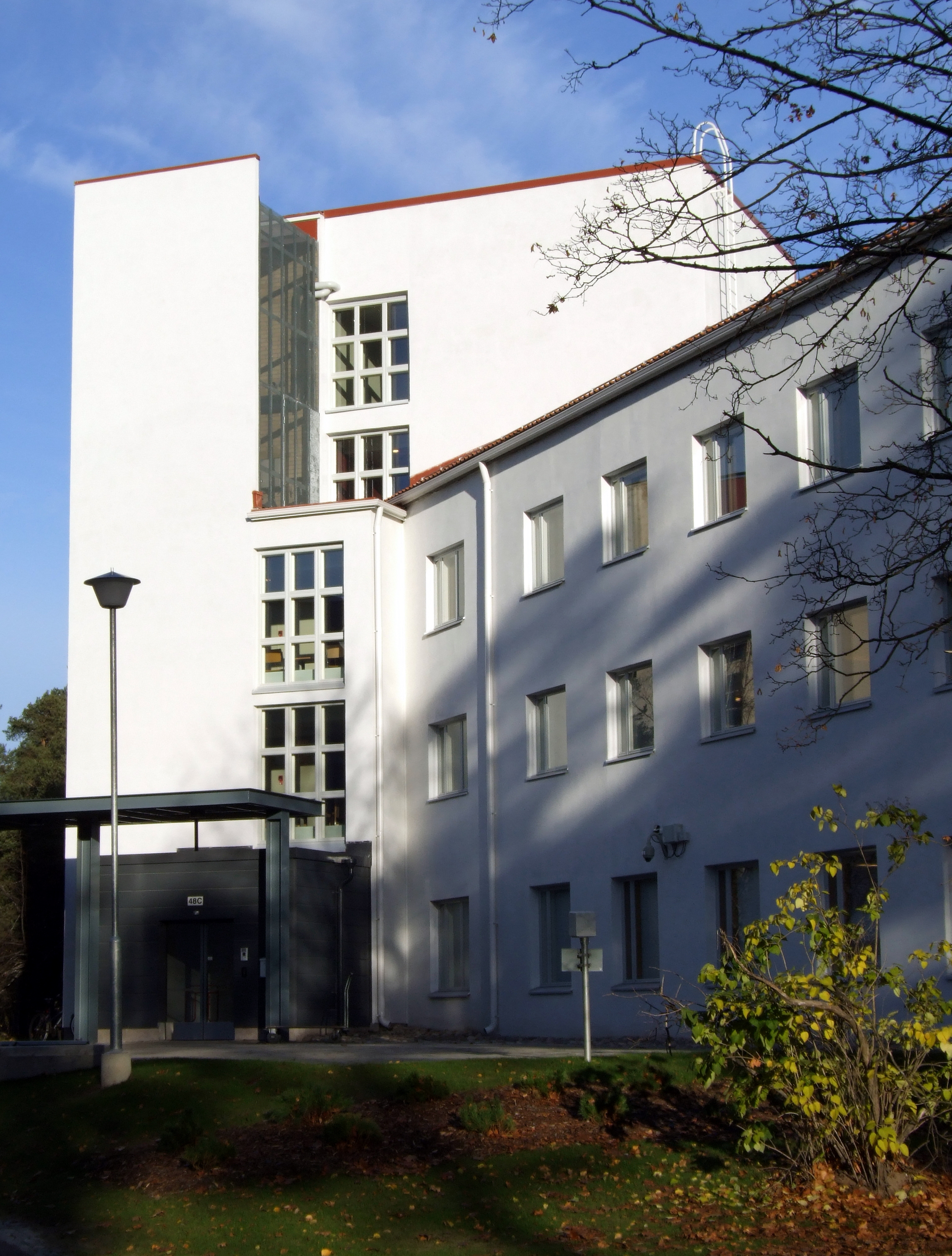